# Trzmiel grzbietoplam
Trzmiel grzbietoplam (Bombus laesus mocsaryi) – podgatunek trzmiela stepowego.

## Systematyka[2]
Trzmiel grzbietoplam dawniej był uważany za odrębny gatunek, Bombus maculidorsis, podobnie jak B. laesus, B. mocsaryi i B. ferrugifer. Obecnie wszystkie te taksony zalicza się do gatunku Bombus laesus, jako podgatunki B. l. laesus (obejmujące dawne taksony laesus i ferrugifer) oraz B. l. mocsaryi (dawne maculidorsis i mocsaryi). 

## Wygląd
Obie płcie owłosione jasnożółto, podobnie jak trzmiel stepowy, ale pośrodku tułowia wyraźna ciemna plama.

## Biologia
Gatunek społeczny. Buduje gniazda naziemne. Aktywny między majem a wrześniem. Występuje w siedliskach z mieszaniną stepów i zadrzewień, w przeciwieństwie do podgatunku laesus, który jest ściślej związany ze stepami.